# Coleophora pseudociconiella
Coleophora pseudociconiella — вид лускокрилих комах родини чохликових молей (Coleophoridae).

## Поширення
Вид поширений в Південній та Східній Європі та Малій Азії.

## Спосіб життя
Імаго спостерігаються у серпні.